# Minjan (Film)
Minjan ist ein Filmdrama von Eric Steel, das am 22. Februar 2020 im Rahmen der Filmfestspiele in Berlin seine Premiere feierte und am 22. Oktober 2021 in die US-Kinos kam. Im Film beginnt der aus einer russischen Immigrantenfamilie stammende 17-jährige David seine Homosexualität in der Szene des East Village auszuleben.

## Handlung

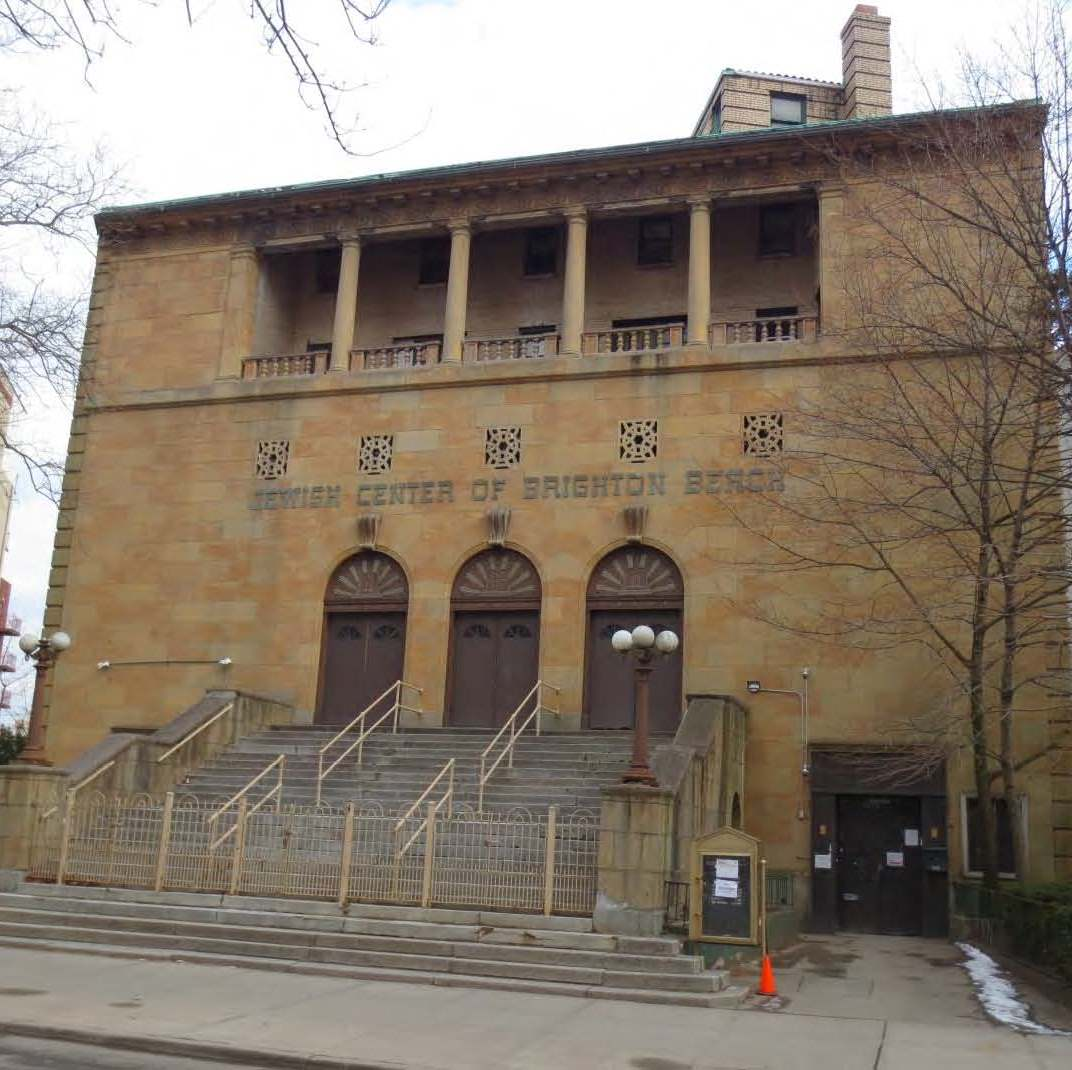
Während David sich in der Bibliothek die Zeit vertreibt, besucht sein Großvater Josef Broszky das Jewish Center of Coney Island

Der aus einer russischen Immigrantenfamilie stammende 17-jährige David lebt im vom jüdischen Leben geprägten New Yorker Stadtteil Brighton Beach. Davids Vater, ein ehemaliger Boxtrainer, arbeitet nun als Physiotherapeut, seine Mutter hat in Russland als Dentistin gearbeitet. Nach dem Tod seiner Ehefrau will sein Großvater Josef Broszky am liebsten raus aus der Wohnung, da er sich diese nun nicht mehr leisten kann und auch die Erinnerungen nicht mehr erträgt.
An der Torahschule erfährt David, was ein „Minjan“ ist. Eine solche jüdische Betgemeinde muss mindestens aus zehn religiösen Juden bestehen, um einen Gottesdienst abhalten zu können. Damit sein geliebter Großvater eine der begehrten subventionierten Wohnungen erhält, erklären er und David sich gegenüber Rabbi Zelman bereit, der über die Vergabe entscheidet, den Minjan zu komplettieren, damit im Gebetsraum des Apartmentkomplexes ein ordentlicher Gottesdienst stattfinden kann.
Als Josef im Dezember 1987 in die Anlage zieht und auch David trotz des Widerstandes seiner Mutter fortan bei seinem Großvater lebt, machen sie schnell die Bekanntschaft Itziks, eines Ex-Soldaten, der das russische Arbeitslager überlebt hat, und Herschels, eines Intellektuellen, der an einer chronischen Krankheit leidet, die nicht nur Teil des Minjans sind, sondern auch die Nachbarn. Bei einem Besuch wird David schnell klar, dass die beiden Männer, die seit dem Tod ihrer Frauen zusammen in dem Gebäude leben, nicht nur Freunde sind.
David hat gerade damit begonnen, seine Homosexualität in der Szene des East Village auszuleben, wo er hin und wieder eine Schwulenkneipe namens „Nowhere“ besucht. Es ist die Zeit, in der gerade HIV und AIDS aufgekommen sind. An der Schule erhält David von seinem Lehrer, der gerade mit ihnen James Baldwin liest, eine College-Empfehlung. Auch der Barkeeper im „Nowhere“ hatte dessen Roman Giovanni’s Room gelesen, ein Buch, das von einem jungen Amerikaner in Paris handelt, der seine gleichgeschlechtliche Liebe zu dem Barkeeper Giovanni verleugnet, was am Ende eine Tragödie mitverschuldet. Der Barkeeper nimmt den nach einer Party völlig betrunkenen David mit nach Hause. In der folgenden Zeit haben die beiden regelmäßig Sex. In seiner Wohnung führt er eine Liste, auf der er die Namen Bekannter, die sich mit HIV infiziert haben oder an AIDS gestorben sind, notiert.
Als Itzik stirbt, erzählt ihm dessen Sohn von den vielen Kindern, die sein Vater in Russland hatte, und holt fast das ganze Mobiliar aus der Wohnung. Weil Herschel nun die Wohnung verlassen soll und bereits die Nachbarn Interesse an dieser anmelden, setzt sich David dafür ein, dass er bleiben darf.

## Produktion

### Filmtitel und Stab

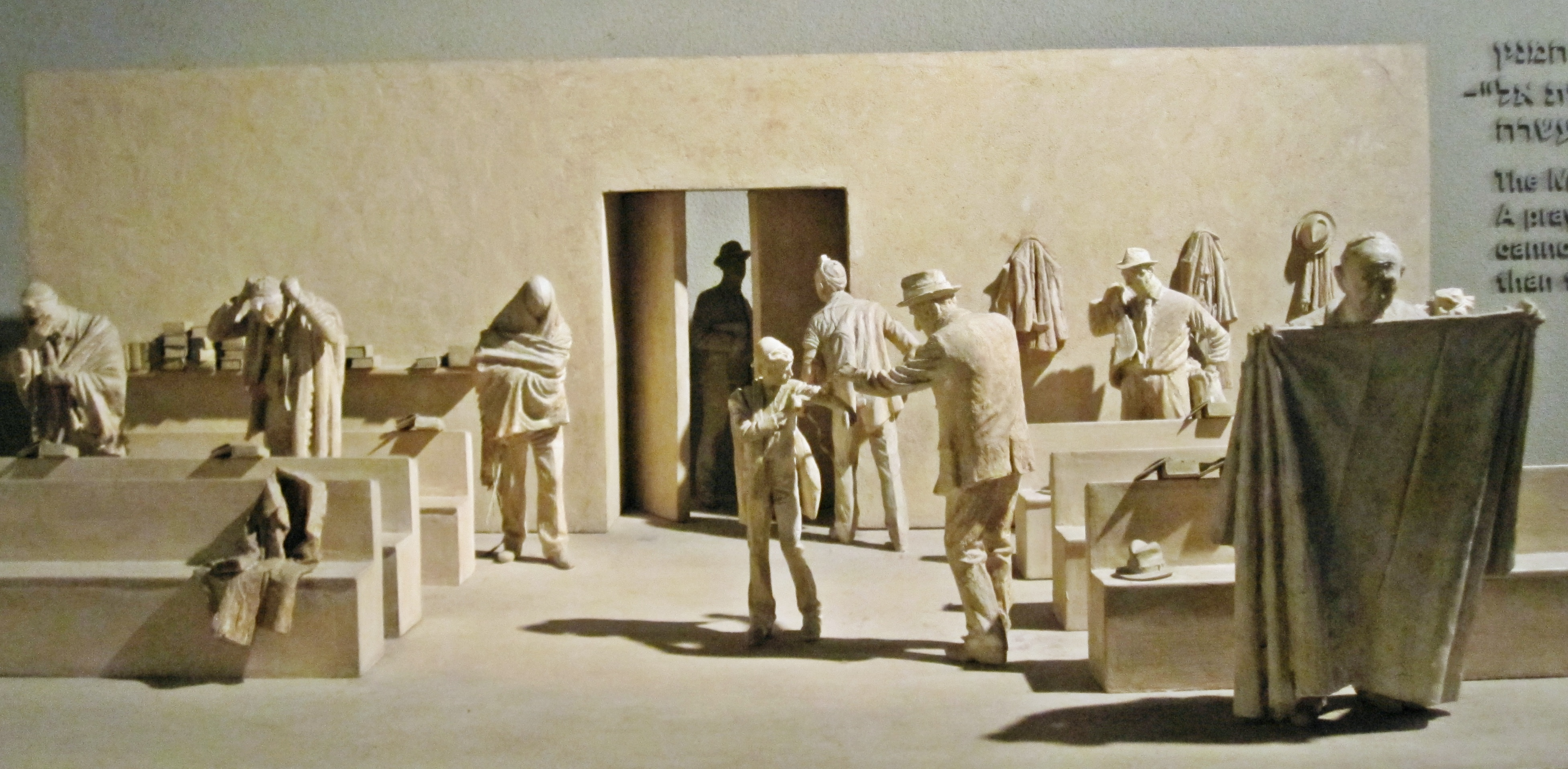
Der Titel des Films bezieht sich auf den Minjan, ein Gottesdienst, der aus mindestens zehn religiösen Juden besteht, hier das Warten auf den zehnten Beter (Diaspora Museum, Tel Aviv)

Minjan basiert auf einer Kurzgeschichte des lettisch-kanadischen Schriftstellers David Bezmozgis. Der Titel des Films bezieht sich auf den Minjan, im Judentum das Quorum von zehn oder mehr im religiösen Sinne mündigen Juden, das nötig ist, um einen vollständigen jüdischen Gottesdienst abzuhalten. Das Wort Minjan hat die Bedeutung Zählen oder Nummerieren.
Regie führte Eric Steel, der insbesondere durch seinen kontroversen Dokumentarfilm The Bridge bekannt wurde, der sich mit Selbstmordsprüngen von der Golden Gate Bridge in San Francisco befasst. In seiner Adaption der Erzählung Bezmozgis' verlegt Steel die Handlung von Toronto nach Brighton Beach, in das russisch-jüdisch geprägte Viertel im Süden Brooklyns, und skizziert dabei ein atmosphärisch dichtes Bild der Stadt vor der Gentrifizierung im November des Jahres 1986. Gleichzeitig verbindet der 1963 geborene Regisseur in seinem Spielfilmdebüt die literarische Vorlage mit seinen eigenen Erfahrungen als homosexueller Jugendlicher in der damals von Aids erschütterten New Yorker Schwulenszene im East Village der 1980er Jahre. Peter Debruge von Variety schreibt in seiner Kritik, es gehe Steel dabei um bestimmte Parallelen zwischen dem, was das jüdische Volk im Krieg erlebt hat und einer Krankheit, die in ihren frühen Tagen eine bestimmte Gruppe anzuvisieren und zu töten schien.
Über Minjan ist im Teddy-Programm der Berlinale zu lesen: „Unaufdringlich und mit leisem Humor beschreibt er in seinem Spielfilmdebüt, wie ein junger Mensch gesellschaftliche Zuschreibungen – Immigrant, Jude, Homosexueller – mit den eigenen Empfindungen abgleicht und sie neu zu definieren lernt.“ Steel gibt mit Minjan sein Regiedebüt bei einem Spielfilm. Das Drehbuch schrieb er gemeinsam mit Pearle.

### Besetzung und Dreharbeiten
Die Rolle des Protagonisten David wurde mit dem Film- und Theaterschauspieler Samuel H. Levine besetzt. Ron Rifkin spielt seinen Großvater Josef Broszky, Brooke Bloom und Gera Sandler Daniels Eltern Rachel und Simon. Christopher McCann und Mark Margolis sind in den Rollen der neuen Nachbarn Herschel und Itzik zu sehen. Richard Topol spielt Rabbi Zalman, Chinaza Uche Daniels Lehrer. Alex Hurt spielt den Barkeeper Bruno, Chris Perfetti Davis Kumpel und Nachbarn Eric und Eli Rosen den Rabbi des Jewish Center.
Die Dreharbeiten fanden in den New Yorker Stadtbezirken Bronx und Brooklyn statt. Das im Film zu sehende jüdische Zentrum von Coney Island, auch bekannt als das jüdische Zentrum von Brighton Beach, das von Großvater Josef regelmäßig besucht wird, ist eine historische Synagoge und gleichzeitiges Gemeindezentrum in Brooklyn. Josefs neue Wohnung befindet sich im Scheuer House – Brighton Beach in Brooklyn. Als Kameramann fungierte Ole Bratt Birkeland.

### Filmmusik und Veröffentlichung
Die Filmmusik komponierten Kathleen Tagg und David Krakauer, ein US-amerikanischer Klarinettist, der als einer der bekanntesten Klezmer-Musiker der Gegenwart gilt. Sie greifen auch bei ihrer Arbeit für Minjan auf diese jüdische Volksmusiktradition zurück, gepaart mit Klarinettensolos und einem Geigenriff.
Ab 22. Februar 2020 wurde der Film im Rahmen der Filmfestspiele in Berlin in der Sektion Panorama vorgestellt und feierte hier seine Premiere. Dort wurde er auch im Rahmen des Teddy Awards, einem eigenen Wettbewerb, gezeigt. Ab Ende August 2020 wurde er beim virtuell stattfindenden Outfest Los Angeles, einem LGBTQ+-Film-Festival, gezeigt. Am 22. Oktober 2021 kam der Film in ausgewählte US-Kinos. In Deutschland wurde er am 1. Februar 2021 als Video-on-Demand bei Salzgeber veröffentlicht. Am 13. August 2022 zeigte das rbb Fernsehen den Film im Rahmen der Filmreihe „rbb QUEER“.

## Rezeption

### Kritiken
Der Film konnte bislang 93 Prozent aller Kritiker bei Rotten Tomatoes überzeugen. Bei Metacritic erhielt der Film einen Metascore von 68 von 100 möglichen Punkten.
Eva-Christina Meier von der taz meint, mit einem guten Gespür für Andeutung und Konkretion führe Eric Steel die unterschiedlichen Lebenswelten in dieser Außenseitergeschichte umsichtig zusammen. Glücklicherweise widerstehe der Filmemacher letztlich dem Versuch, die im Drehbuch angelegten Analogien zwischen Schoah- und AIDS-Überlebenden auszuerzählen, so Meier.
David Rooney von The Hollywood Reporter schreibt, der Film werde in seinem Verlauf immer spannender, und seine grobkörnigen Bilder vermittelten gefühlvoll eine Intimität. Die Besetzung sei durch die Bank weg gut, und Samuel H. Levine sei als das kontemplative Zentrum all dessen durchweg überzeugend und bringe Sensibilität, Herz und auch eine Intelligenz in die zentrale Rolle von David. Auch die besonders erfahrenen Profis wie Ron Rifkin und Richard Topol vermittelten viel, obwohl sie relativ wenig sagen.
Peter Debruge von Variety bemerkt in seiner Kritik, Levine sei mit seinen Sal-Mineo-Augen, seiner Monty-Clift-ähnlichen Silhouette, der grüblerischen Stirn und der Boxernase zweifellos gutaussehend, doch er sei nicht der hübsche Typ, der heutzutage die führenden männlichen Rollen zu monopolisieren scheint. Er entspreche mit seiner verhaltenen Körpersprache und seiner introvertierten Art eher einem männlichen Ideal der 1950er Jahre. Die Sexszene im Film, in der David seine Jungfräulichkeit verliert, sei ein fulminanter Schuss, so Debruge, schon allein deshalb, weil sie es schafft, sowohl die Ekstase als auch die Unbeholfenheit seines ersten Males einzufangen. Der Film sei jedoch eher intellektuell als physisch angelegt und widme Davids Nachbarn mehr Aufmerksamkeit als den nur am Rande auftauchenden libidinösen Bestrebungen der Figur. Es gehe mehr um die Frage, ob Davids Verlangen nach Männern mit seiner Rolle für die Familie und Gemeinde vereinbar sei und ob er sowohl jüdisch als auch schwul sein kann. Die Antwort auf diese Frage gebe die letzte Szene des Films.
Jude Dry von IndieWire schreibt, auch wenn es ein paar zu viele ältere Männer in Davids Leben gibt und der Erzählung das kathartische Finale fehle, verdiene Steel Lob für seinen Film. Dry zitiert den von Topol gespielten Rabbi Zalman, der über die Vergabe der subventionierten Wohnungen entscheidet und letztlich begründet, warum er Herschel in der Wohnung bleiben lässt: „Diebe, Ehebrecher, Homosexuelle. Ich nehme sie alle. Ohne sie hätten wir niemals unseren Minjan.“

### Auszeichnungen
Internationale Filmfestspiele Berlin 2020
- Nominierung als Bester Erstlingsfilm[13]
- Nominierung für den Teddy Award als Bester Spielfilm

Nashville Film Festival 2020
- Nominierung im Narrative Feature Competition (Eric Steel)[14]

Outfest Los Angeles 2020
- Auszeichnung mit dem Grand Jury Prize – Best U.S. Narrative Feature (Eric Steel)[15]